# Conanthera
Genre
Conanthera est un genre de plantes monocotylédones de la famille des Tecophilaeaceae.

## Description
Les espèces du genre Conanthera sont des petites plantes bulbeuses avec de petites panicules de fleurs bleues, violettes ou blanches et violettes. Leur propagation se fait par compensation ou par graines.

## Répartition et habitat
Toutes les espèces sont originaires du Chili, mais il existe un ancien rapport du XVIIIe siècle faisant état de C. bifolia présent dans un spécimen colonial du Pérou également. Cela pourrait éventuellement être attribué aux changements de frontières entre les deux pays, car les sources modernes répertorient les espèces comme endémiques au Chili,.

## Liste des espèces
Selon GBIF (5 janvier 2024) :
- Conanthera biflora F.Phil., 1881
- Conanthera bifolia Ruiz & Pav.
- Conanthera campanulata Lindl.
- Conanthera inmaculata
- Conanthera parvula (Phil.) Muñoz-Schick
- Conanthera trimaculata (D.Don) F.Meigen
- Conanthera urceolata Ravenna
- Conanthera variegata Fenzl, 1886

## Systématique
Le nom correct complet (avec auteur) de ce taxon est Conanthera Ruiz & Pav..
Conanthera a pour synonymes :
- Cumingia Kunth
- Cummingia D.Don